# 黒河内森林鉄道
黒河内森林鉄道（くろごうちしんりんてつどう）は、かつて長野県伊那市長谷地域（旧・上伊那郡美和村→長谷村）で運行されていた、林野庁長野営林局伊那営林署（現・中部森林管理局南信森林管理署）の森林鉄道。

## 路線データ
現在の伊那市長谷黒河内の黒川から東へ、三峰川の支流・黒川（小黒川）に沿って上流へと路線が伸ばされた。軌間762mm （2フィート6インチ）。以下特記なき場合、『近代化遺産 国有林森林鉄道全データ 中部編』による。
- 種別：森林鉄道2級
- 総延長：11,896 m
- 営林局・営林署名：長野営林局・伊那営林署
- 経営区名：黒河内
- 系統名：三峰川
- 位置：長野県上伊那郡美和村（→長谷村→伊那市）
- 利用区域面積：7,669 ha
- 勾配：平均 39 ‰、最急 60 ‰
- 最小半径：20 m
- 幅員：2.2 m

## 経由地一覧
- 蟹坂 - 尾勝 - 戸台 - 小黒川 - 東谷 - （作業軌道7,904m）[1]

## 車両
- 機関車：3台[1]
  - 蟹坂に1台、小黒川に2台配備[1]。
- 木材運搬車：約80台[1]

その他、浦森林鉄道#車両も参照。

## 歴史
- 1939年（昭和14年） - 帝室林野局伊那出張所戸台伐木所が開設され、蟹坂より森林鉄道の敷設を開始[3]。
- 1941年（昭和16年） - 東谷、西谷の合流地点まで敷設完了[4]。
- 1943年（昭和18年） - 小黒川伐木所を開設[4]。
- 1956年（昭和31年） - 廃止。森林鉄道を撤去し、車道を新設。自動車による運材へと切り替えられた[5]。

## 沿線

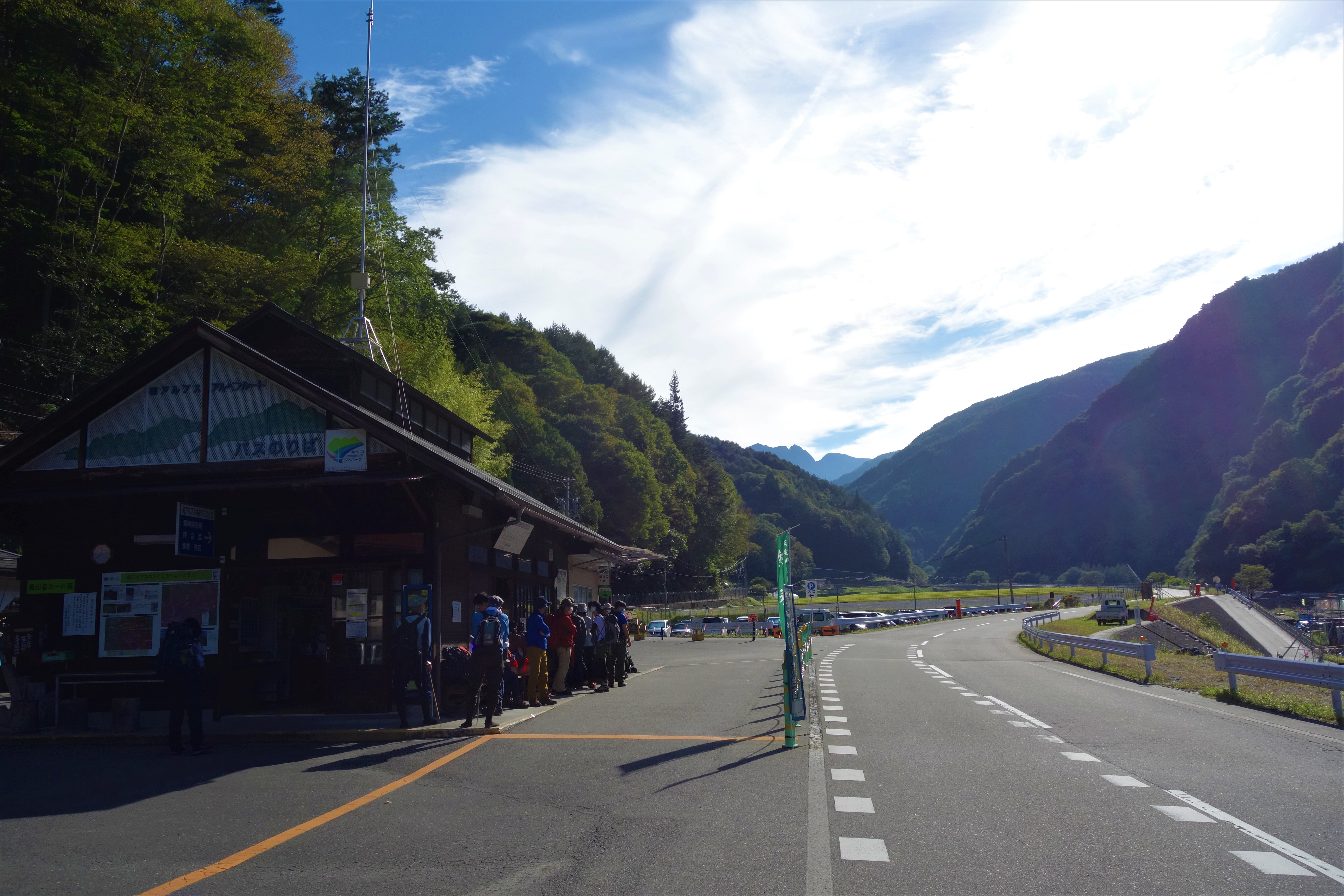
仙流荘バス停

戸台谷インクライン
1942年（昭和17年）の山火事を受け、被害木の搬出のため戸台に木馬用インクラインが設けられた。岩石が露出する急峻な斜面であったため、長さ500m、高低差250m、傾斜30度のインクラインを建設、1943年（昭和18年）に完成した。路線から谷底までの深さは最大53mで、これを12段もの木製の支柱によって支持していた。「東洋一のインクラ」、「戸台の花」などと呼ばれ、木馬がこれを駆け下りる光景はジェットコースターの比ではなかったという。そんな巨大なインクラインも、搬出事業終了を目前に控えた1944年（昭和19年）7月、支柱への落石により倒壊した。
蟹坂土場
伐木の中継地点として、1941年12月に竣工。面積1.93ha、年間取扱量約3万5,000石（約1万m3）。森林鉄道の廃止後、1973年（昭和48年）に長谷村へと売却され、村営保養センター「仙流荘」として開館した。